# Godsheide
Godsheide is een gehucht van de Belgische gemeente Hasselt en sinds 1845 een parochie waarvan de kerk is toegewijd aan Onze-Lieve-Vrouw van Bezoeking. In 2008 telde Godsheide 2347 inwoners. Godsheide VV is de plaatselijke voetbalclub. Ten westen van het gehucht ligt golfclub Flanders Nippon Golf.

## Etymologie
De naam Godsheide zou niets te maken hebben met een heide van God maar de benaming zijn voor een gebied dat op de scheiding lag tussen Hasselt, dat in de middeleeuwen toebehoorde aan het graafschap Loon, en Diepenbeek, dat aan het hertogdom Brabant behoorde. Goetschey, een naam die op een kaart uit 1549 is te zien, zou op deze betekenis wijzen. De dialectische uitspraak van de plaatsnaam Gooètskè wijst ook in die richting.

## Geschiedenis
De oudste wegen werden in de 14e eeuw aangelegd. Het waren de Bos-, Kiezel-, Brugbemden- en Wolskestraat. De twee vijvers aan de Borggravevijverstraat waren er al in de 15e eeuw. Het traject van de huidige Genkersteenweg vindt zijn oorsprong in de 18e eeuw. Het was een smalle, gekasseide weg die in de 20e eeuw heringericht werd: een zandpad voor voetgangers, de gekasseide strook bleef voor karren voorbehouden terwijl auto's over een grindweg reden.
Een andere verbindingsweg tussen Hasselt en Genk, te zien op een kaart uit 1661, liep via de Kiezel- en Kleinstraat.
In 1853 startte men met de bouw van de Onze-Lieve-Vrouw Bezoekingkerk. Haar toegangspoort is de oude stadspoort van Hasselt die tot 1868 aan de Luikersteenweg dienstdeed. In 1869 kreeg de kerk een orgel dat beschermd werd in 1975 en volledig gerestaureerd werd tussen 1995 en 1998.
Van 1904 tot 1923 lag er op de kruising tussen de Maastrichtersteenweg en de Wolskestraat een station op de spoorlijn 34 tussen Hasselt en Diepenbeek.
In 1968 werd het Bezinningscentrum Godsheide gebouwd. Tot 2008 waren de paters Jezuïeten hier aanwezig, waarna het tot een orthopedisch centrum werd omgebouwd.

### Het Albertkanaal
Het Albertkanaal, aangelegd tussen 1930 en 1939, loopt dwars door Godsheide. Een aantal bewoners werd onteigend en moest verhuizen. In Godsheide werden sluizen gebouwd. De kleinste was 55m lang en 7,5m breed en kon schepen tot 360 ton versassen.
Op 26 juni 1939 begaf een gedeelte van de dijk waardoor 1,3 miljoen m³ water wegstroomde. Ir. Cogan, die de dijk net controleerde, kwam hierbij om.
De eerste brug over het kanaal was een baileybrug voor eenrichtingsverkeer die bij het begin van de Tweede Wereldoorlog door het Belgisch leger werd opgeblazen.

### Verdrinkingsramp
Om de bewoners zonder veel omweg aan de andere kant van het kanaal te krijgen was in Godsheide een overzetvlot gebouwd dat door een stadsarbeider via een stalen kabel werd bediend. Op 14 februari 1941 liet een onderwijzer die aan de zuidelijke kant van het kanaal lesgaf en aan de overkant de tram naar Genk wilde halen, 57 kinderen en 4 volwassenen toe op het vlot. Vlak na het vertrek kwam het vlot onder water te staan en als gevolg van het gedrum sloeg het om. 35 kinderen en twee volwassenen verdronken. De stadsarbeider die het vlot bediende werd gezien als de zondebok en gevangengezet. De onderwijzer verliet Limburg.

## Godsheide en zijn bruggen

### Tuibrug voor de N75
De in Godsheide gebouwde tuibrug over het Albertkanaal getuigt van de mentaliteitsverandering ten opzichte van de bouw van nieuwe autosnelwegen en expreswegen in de jaren zeventig van de 20e eeuw. Deze brug, de langste tuibrug van België, moest Hasselt met Genk helpen verbinden via de geplande N75. Nu verbindt ze de twee delen van Godsheide die door het kanaal werden gescheiden. De brug hoort thuis in de categorie van "Grote nutteloze werken".

### De brug voor de A24
Gouverneur Louis Roppe, de gouverneur van Limburg, bepleitte in 1971 de aanleg van de A24 (Hoei-Hasselt-Eindhoven) bij de toenmalige minister van Openbare Werken, Jos De Saeger. De aanleg werd in 1972 bij Koninklijk Besluit goedgekeurd. Na eindeloze discussies, vergaderingen, protesten en vernielingen kwam de weg er niet. Deze brug over het kanaal kwam er nooit. Ze zou ongeveer 1 km meer in de richting van Hasselt worden gebouwd dan de huidige tuibrug.

## Jaarlijkse processie
In Godsheide wordt kermis gehouden op de zondag na 18 juli. Op die dag wordt hier door de scouts het beeld van de heilige Odilia meegedragen in de processie.

## Galerij

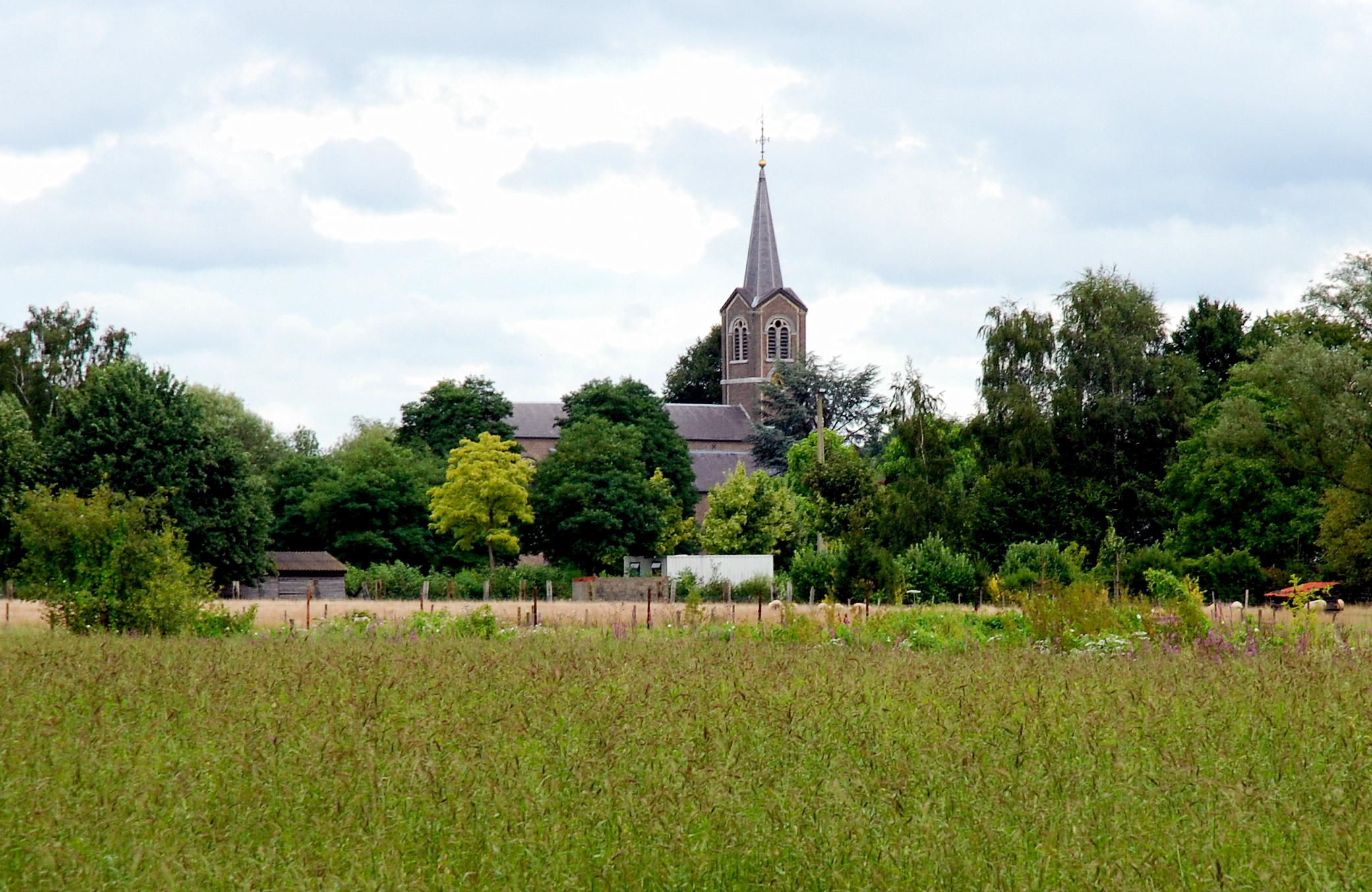
De kerk
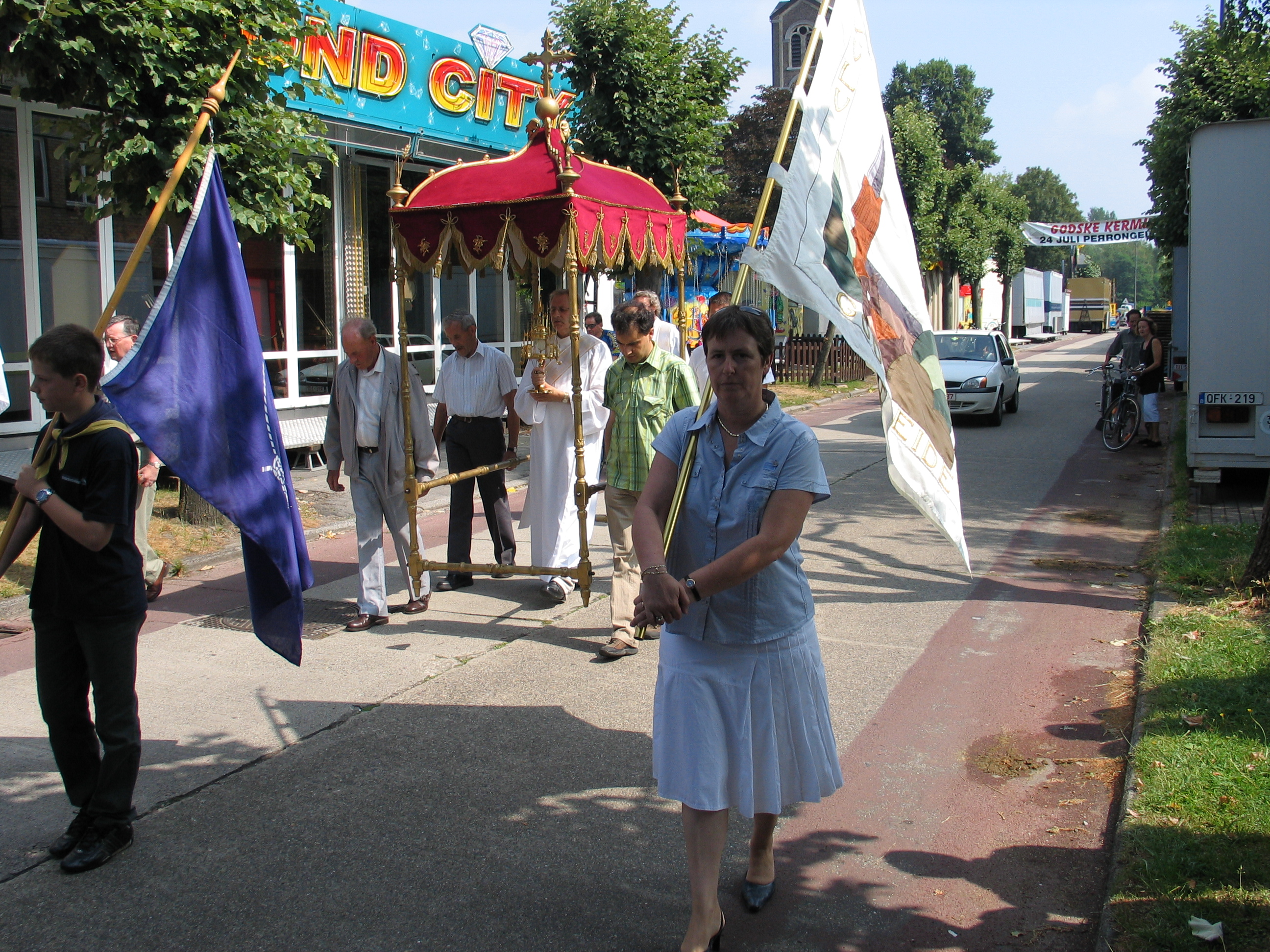
Een monstrans die onder een baldakijn wordt meegedragen
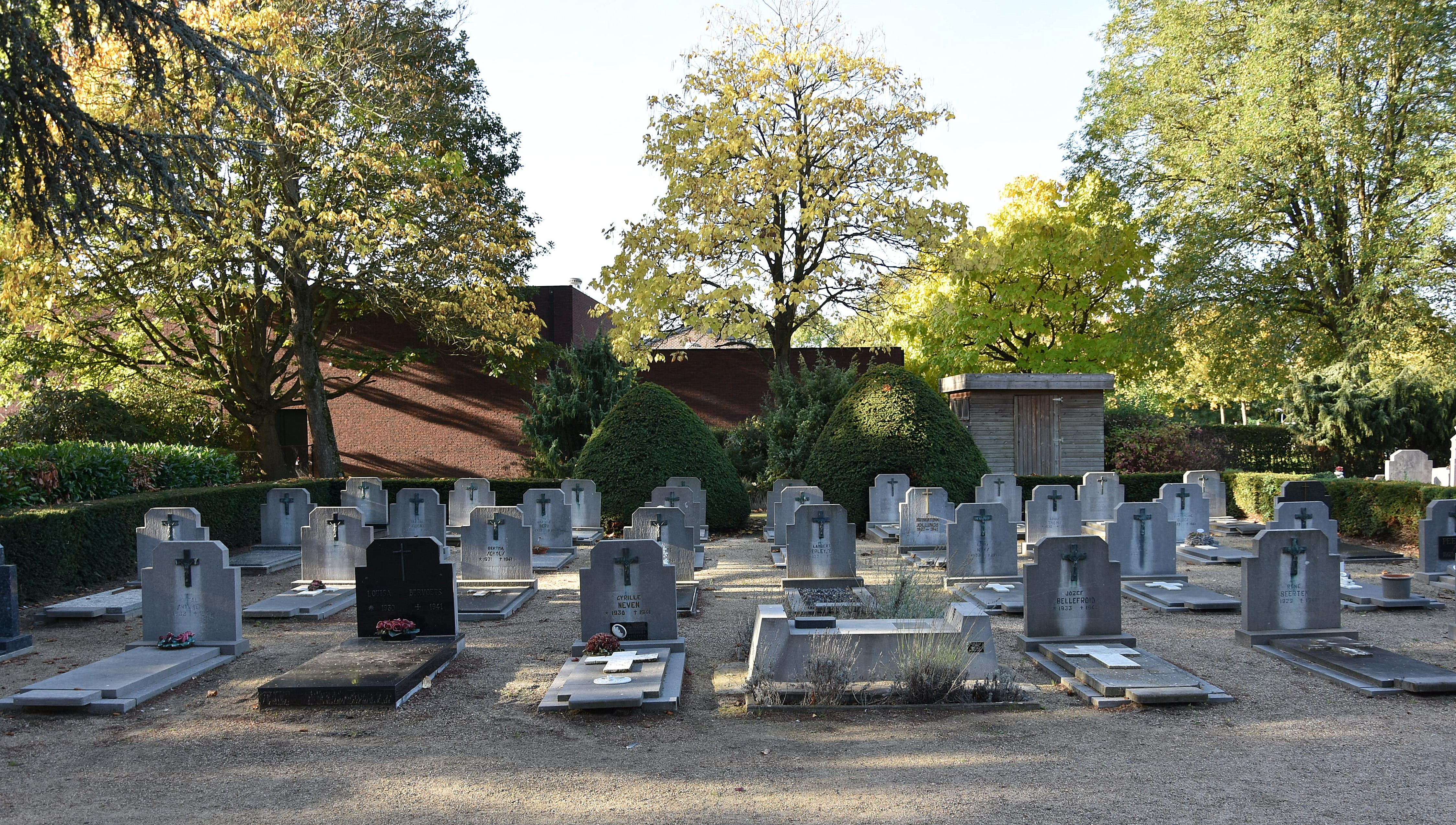
Graven van slachtoffers van de verdrinkingsramp van 1941 op het kerkhof van Godsheide
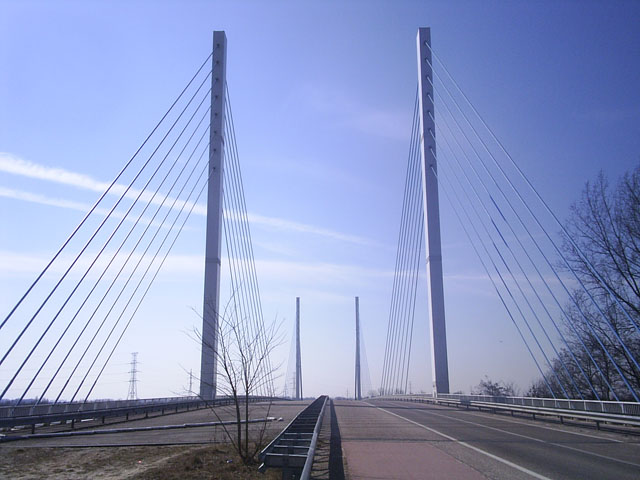
De tuibrug

## Nabijgelegen kernen
Hasselt-Centrum, Rooierheide
Deelgemeenten: Guigoven · Hasselt · Kermt · Kortessem · Kuringen · Sint-Lambrechts-Herk · Spalbeek · Stevoort · Stokrooie · Wimmertingen · Vliermaal · Vliermaalroot · Wintershoven

Stadsdelen: Banneuxwijk · Heilig-Hartwijk · Kapermolen · Runkst · Sint-Catharinawijk · Sint-Martinuswijk

Overige plaatsen: Godsheide · Heide  · Kanaalkom · Kiewit · Overdemer · Rapertingen · Schimpen  · Tuilt

Belgische gemeenten · Arrondissement Hasselt · Limburg · Vlaanderen